# Katona Renáta
Katona Renáta (Budapest, 1994. november 17. –) világbajnok magyar kardvívó, olimpikon.

## Pályafutása
A 2012-es junior Eb-n csapatban (Várhelyi Kata, László Luca, Márton Anna) bronzérmes volt. A 2015-ös U23-as EB-n egyéniben 15., csapatban (Gárdos Judit, Kövér Csenge, László Luca) hatodik lett. A 2016-os U23-as Európa-bajnokságon 18. volt. Csapatban (Kern Bianka, László Luca, Pusztai Liza) az ötödik helyen végzett. A 2017-es U23-es Eb-n 14. helyen végzett. A 2017-es felnőtt Európa-bajnokságon a 16 között esett ki. Csapatban (Márton Anna, Pusztai Liza, Záhonyi Petra) negyedik volt. A világbajnokságon kiesett a selejtezőben. A csapatban (Márton, Pusztai, Garam Nóra) kilencedik helyezést szerzett. Az universiadén 46. helyen végzett. Csapatban (Mikulik Júlia, Márton, Záhonyi) ezüstérmet szerzett. A 2018-as Európa-bajnokságon a 32-ig jutott. Csapatban (Márton, Pusztai, László Luca) hetedik helyezést szerzett. A világbajnokságon a főtábla első körében búcsúzott. A csapat (Pusztai, László,
Márton) hetedikként zárt. 2019-ben az Európa-bajnokságon a 32 között kiesett. A Márton, Pusztai, Katona, László összeállítású csapat a dobogó második fokára állhatott. A vb-n 32 között fejezte be a versenyt. A csapatban (Márton, Pusztai, László) ötödik lett. A tokiói olimpián kard egyéniben a második fordulóban kikapott az orosz Szofija Velikajától. A csapatversenyben a 8. helyen zárt a magyar kardválogatott (Márton, Pusztai, Battai Sugár Katinka).
A 2022-es Európa-bajnokságon 24.,  csapatban (Pusztai, Szűcs Luca, Battai) negyedik volt. A kairói világbajnokságon a kard csapat (Battai Sugár, Pusztai Liza, Szűcs Luca) tagjaként a szakág első világbajnoki címét szerezte. A magyar csapat a döntőben 45-40-re győzte le a franciákat.

## Eredményei
Magyar bajnokság
Egyéni
- aranyérmes: 2021
- ezüstérmes: 2025
- bronzérmes: 2022, 2024

Csapat
- aranyérmes: 2016, 2021, 2022, 2024
- ezüstérmes: 2025
- bronzérmes: 2011, 2012, 2017, 2019, 2020